# Arno Widmann
Arno Widmann (* 8. August 1946 in Frankfurt am Main) ist ein deutscher Journalist und Schriftsteller.

## Leben
Arno Widmann studierte Philosophie an der Universität Frankfurt. Im Jahr 1969 heiratete er in Bernalda (Italien) und ein Jahr später kam im Nachbarort Matera sein Sohn zur Welt. Die Ehe hielt nicht lange. Nach seiner anschließenden Rückkehr nach Deutschland war er im Jahr 1979 einer der Mitbegründer der tageszeitung (taz). Dort arbeitete er als Literatur- und zeitweilig auch als Chefredakteur. Während dieser Zeit erlangte ein unter seiner Verantwortung im Februar 1987 veröffentlichtes Interview des Schriftstellers Stefan Heym mit dem Ost-Berliner Biologen Jakob Segal einige Aufmerksamkeit, das wesentlich zur Verbreitung der Verschwörungstheorie beitrug, dass das HI-Virus in einem US-amerikanischen Militärlabor künstlich geschaffen worden sei.
Später wurde Widmann stellvertretender Chefredakteur der deutschen Vogue. Es folgten Posten als Feuilletonchef der Zeit und als Leitender Redakteur der Berliner Zeitung; dort betreute er vor allem die Meinungsseite. Im Jahre 2007 wurde er Feuilletonchef der Frankfurter Rundschau. Seit 2010 ist Widmann Mitglied der DuMont Redaktionsgemeinschaft. Seit Ende 2020 schreibt er nicht mehr für die Berliner Zeitung, in der Christian Bommarius Widmann 2016 anlässlich seines 70. Geburtstages als „Anarchist aus Einsicht“ bezeichnet hatte.
Widmann hat Werke einiger großer italienischer Autoren wie z. B. Umberto Eco und Curzio Malaparte ins Deutsche übersetzt. Im Jahre 2002 erschien im Folio Verlag Widmanns Debütroman Sprenger.
2016 wurde Widmann für sein Lebenswerk von der Stiftung der IG Metall, der Otto-Brenner-Stiftung, mit dem Otto-Brenner-Preis ausgezeichnet. Widmann engagierte sich für den Schriftsteller Salman Rushdie, gegen den aufgrund seines Romans Die satanischen Verse ein islamisches Todesurteil (Fatwa) ausgesprochen worden war. Widmann ist „Hausphilosoph“ des Maxim Gorki Theater.

## Publikationen
- als Herausgeber: Sex & Lust: Verführung, Schönheit, Liebe, Gewalt (= Ästhetik und Kommunikation/Akut. Band 7: Sonderheft). Ästhetik & Kommunikation, Berlin 1981, ISBN 3-88245-008-8.
- Sprenger. Roman (= Transfer. Band 43). Folio Verlag, Wien/Bozen 2002, ISBN 3-85256-221-X.
- Berliner Feuilleton. Fotos von Marta Kilińska, herausgegeben von Andreas Rostek. edition.fotoTAPETA, Berlin/Warszawa 2007, ISBN 978-3-940524-02-7.